# シージ
シージ（Siege）はマサチューセッツ州、ウェイマスで結成されたハードコアバンド。当時のボストンのシーンでは決して知名度が高くなかったが、グラインドコア、ファストコアの成立に大きな影響を及ぼしたと考えられている。Siegeという単語自体は「攻城戦」を意味する。

## メンバー
- ケヴィン・マホーニー(Kevin Mahoney) - ボーカル、サクソフォン
- カート(Kurt Habelt) - ギター
- ヘンリー・マクナミー(Henry McNamee) - ベース
- ロブ・ウィリアムズ(Rob Williams) - ドラム

## バイオグラフィー
1981年頃に、当時まだ中学生程度だった カート、ヘンリー、ロブにより後にシージとなるバンドが結成される。しばらくラインナップが安定しなかったが、スカバンドをやっていた、ブレインツリー出身のケヴィンの加入により落ち着く。1984年にデモを製作、1985年には Pushead のハードコア・コンピレーション"Clense the Bacteria"に参加するが、その後一年かそこらで解散してしまう。
だが、前述のデモのダビング・テープがビル・スティアー(元カーカス・ナパーム・デス、現ファイアバード）を経てナパーム・デス加入直前のシェーン・エンバリーの手に渡り、多大なる音楽的インスピレーションを与えた。このため、シージはグラインドコアの源流のひとつとされている。
Siege の音楽は、後のブラストビートの原点ともいえる高速ビートを用いた過激なハードコアで、当時ボストンで盛んだったストレートエッジのシーンでは受け入れられることが無かった。Siege は西マサチューセッツやコネティカットを活動の中心に置いていたが、そこで後のダイナソーJr.やセバドーのメンバーが在籍していた、Deep Woundと共演した事もある。
シージのオフィシャル音源は、前述のコンピレーションに提供された3曲だけだったが、1994年にリラプスがデモ音源を"Drop Dead"のタイトルでCD化している。また、1990年代初めにアナル・カントのセス・パットナムをボーカルに迎えて再結成したが、すぐに立ち消えになってしまった。
2011年10月14日、ボーカリストのケヴィンが、糖尿病との闘病の末、合併症により死去した。